# As de Québec (LHSPQ)
Die As de Québec (englisch Québec Aces) waren eine kanadische Eishockeymannschaft aus Québec City, Québec. Das Team spielte von 1997 bis 1999 und von 2001 bis 2003 in der Québec Semi-Pro Hockey League.

## Geschichte
Das Franchise der Voyageurs de Vanier aus der Québec Semi-Pro Hockey League wurde 1997 von Vanier nach Québec City umgesiedelt und in As de Québec umbenannt. Vorbild für die Namensgebung war das gleichnamige Franchise, das von 1959 bis 1971 in der American Hockey League spielte. Die Mannschaft schloss die Saison 1997/98 mit 33 Punkten aus 38 Spielen auf dem vierten Platz der Division Est ab. Für die folgende Spielzeit wurde die Mannschaft aufgrund einer Verletzung der Ligaregularien von der Ligenleitung vom Spielbetrieb der Québec Semi-Pro Hockey League ausgeschlossen. Vor der Saison 1999/2000 wurde das Franchise nach Beaupré, Québec, umgesiedelt, wo es anschließend unter dem Namen Caron & Guay de Beaupré, sowie As de Beaupré am Spielbetrieb der Québec Semi-Pro Hockey League teilnahm.
Von 2001 bis 2003 kehrten die As de Québec in die LHSPQ zurück, ehe das Franchise verkauft und in Radio X de Québec umbenannt wurde.